# Pintér János (pilóta)
Pintér János (1933 –  Bejrút, 1975. szeptember 30.) magyar repülőgép-vezető, pilóta.

## Életpálya
1949-ben vitorlázórepülősként kezdte a hajdúszoboszlói pilótaiskolában. 1950-ben motoros repülési engedélyt szerzett. 1952-től Dunakeszin oktatóként szolgál. 1956 után a gödöllői repülőtér parancsnoka, majd a budaörsi repülőtér parancsnok-helyettese. Az Magyar Honvédelmi Szövetség (MHSZ) térképészeti repülőinek csoportvezetője. A MALÉV állományába kerülve fokozatosan lépett előre, előbb az egyik Tu-134-esen másodpilóta, később kapitány lett. A Malév 240-es járatának kapitányaként 1975. szeptember 30-án Bejrút közelében, meg nem határozott okból 10 társával és  49 utasukkal a tengerbe zuhant.

## Sportegyesületei
- Dunakeszi Repülő Klub
- Gödöllői Repülő Klub
- Budaörsi Repülő Klub

## Külső hivatkozások
- Pintér János. mebsz.hu. (Hozzáférés: 2012. február 7.)

1. ↑  https://retro-szolnok.blog.hu/2011/02/18/a_malev_rejtely_1975. (Hozzáférés: 2025. március 2.)